# The Idle Class
The Idle Class (Carlitos de vacaciones) es un cortometraje estadounidense con dirección, guion y actuación de Charles Chaplin y filmada en Chaplin Studios en La Brea Avenue 1416 N., de Hollywood. Fue estrenado el 25 de septiembre de  1921,

## Sinopsis
Charlie el vagabundo es el doble de un hombre rico que omite ir a buscar a su mujer, Edna, a la estación de ferrocarril, por lo que ella debe irse a casa por su cuenta. En tanto, el pobre Charlie, con una pequeña bolsa de palos de golf consigue un aventón en la parte trasera del auto. El esposo rico (representado también por Chaplin) en el ínterin llega tarde a la estación pero como olvidó ponerse los pantalones se ve obligado a esconderse tras varios objetos para llegar a su casa. La relación de la pareja está muy fría y ella le dice que se cambiará a otros cuartos hasta que él deje de beber. El esposo parece llorar en forma incontrolable frente al retrato de ella pero en realidad está sacudiendo un a coctelera.
En tanto, Charlie está en el campo de golf tratando de encontrar alguna pelota perdida para poder jugar. Ve a Edna cabalgando y se enamora de ella. Fantasea acerca de salvarla de un caballo desbocado y casarse con ella. Edna se va y él sigue jugando con su pelota y accidentalmente le pega en la cara a otro golfista, mucho más gtande, rompiéndole su botella de whisky y parándose sobre su sombrero. Charlie huye de allí y sigue molestando a todos en el campo.
En la casa comienza un baile de disfraces y Edna envía una nota a su esposo, que está vestido con una armadura medieval, diciéndole que lo perdonará si concurre a la fiesta. Fuera, Charlie es víctima de un carterista, elude a un policía metiéndose a través de la limusina que trae invitados a la fiesta y entra en ella con la invitación que pertenecía a otro. Cuando Edna lo ve cree que se disfrazó de vagabundo y lo presenta a su padre, que resulta ser el hombre grandote del campo de golf. Charlie hace objeto a Edna de amorosas atenciones y todo va bien hasta que Charlie le niega al padre de Edna que esté casado con ella y surge una pelea. Edna, que se había desmayado, le pide que vaya con ella al cuarto en el que su esposo está atrapado dentro de su armadura y lo ayuda con un martillo y un abrelatas a salir de ella. Finalmente se evidencia la confusión que ha acontecido y Charlie es invitado a irse. Cuando está saliendo, el padre de Edna le ofrece un apretón de manos pero Charlie lo distrae, le da un puntapié y desaparece corriendo.

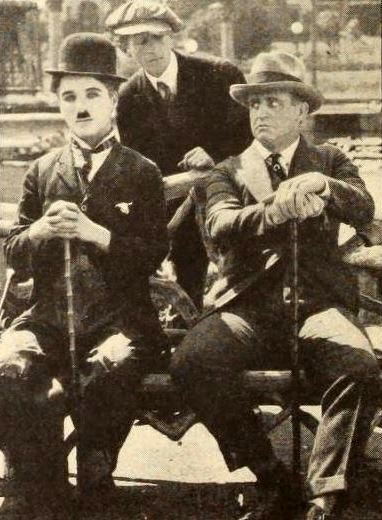
Chaplin, Storey y Swain.

## Reparto
Participaron en el filme los siguientes intérpretes:
- Charles Chaplin: Vagabundo / Esposo
- Edna Purviance: Esposa descuidada
- Mack Swain: Su padre
- Henry Bergman: Vagabundo durmiendo / Huésped con uniforme de policía
- Al Ernest Garcia:[5] Policía del parque / Huésped.
- John Rand:[6] Golfista / Huésped.
- Rex Storey: Carterista / Huésped.

## Comentario
La acción comienza en dos escenarios paralelos. En uno cuenta los altercados conyugales de un matrimonio rico y en el otro las aventuras de un vagabundo al que le gusta actuar alternando entre los ricos. Destaca la escena en la que el esposo rico, enfocado desde atrás, parece estar llorando cuando se entera de que su esposa lo abandonó pero, en realidad, está agitando un cóctel.
La desigualdad social es uno de los temas de esta película traído mediante el contraste del esposo rico y desamorado y el vagabundo pleno de atenciones amorosas hacia quien lo cree su esposo.